# Bríet
Bríet Ísis Elfar, conosciuta semplicemente come Bríet (Reykjavík, 22 marzo 1999), è una cantante islandese.

## Biografia
Nata e cresciuta nella capitale islandese, Bríet ha iniziato a prendere lezioni di chitarra quando aveva 12 anni, e si esibisce dal vivo da quando ne aveva 15. Si è diplomata alla Menntaskólinn við Hamrahlíð.
Nel 2018 è uscito il suo primo EP 22.03.1999. È salita alla ribalta l'anno successivo con i singoli Feimin(n), Hata að hafa þig ekki hér e Dino, che si sono tutti piazzati nella classifica annuale islandese.
Nel 2020 è stato presentato il suo album in studio d'esordio Kveðja, Bríet, certificato doppio platino dalla Félag Hljómplötuframleiðenda per le 10 000 unità equivalenti, che ha trascorso ventiquattro settimane non consecutive in vetta alla classifica islandese. L'album ha prodotto i singoli Esjan e Rólegur kúreki, rimasti al primo posto nella hit parade nazionale rispettivamente per sei e quindici settimane. Kveðja, Bríet è stato il secondo album più venduto del 2020 in Islanda con 3 313 unità totalizzate. All'Íslensku tónlistarverðlaunin 2021 ha ottenuto otto candidature, risultando l'artista con il maggior numero di nomination dell'edizione annuale; alla cerimonia, Bríet ha portato tre riconoscimenti a casa. L'anno seguente ha ricevuto due premi su quattro nomination alla medesima cerimonia di premiazione.
Nel maggio 2024 viene presentato 1000 orð, disco collaborativo con Birnir, nonché secondo progetto al numero uno dell'interprete. È stato riconosciuto con l'ÍSTÓN all'album hip hop o elettronico dell'anno.

## Discografia

### Album in studio
- 2020 – Kveðja, Bríet
- 2024 – 1000 orð (con Birnir)

### EP
- 2018 – 22.03.1999

### Singoli
- 2018 – In Too Deep
- 2018 – Feimin(n) (feat. Aron Can e Arro)
- 2018 – Hata að hafa þig ekki hér (con Friðrik Dór)
- 2019 – Carousel (feat. Steinar)
- 2019 – Dino
- 2019 – Day Drinking (con Black Saint)
- 2020 – Esjan
- 2020 – Heyrðu mig
- 2020 – Rólegur kúreki
- 2022 – Cold Feet
- 2022 – Flugdreki
- 2023 – Venus (feat. Ásgeir)
- 2023 – Bang Bang
- 2024 – Takk fyrir allt
- 2025 – Íslenski draumurinn (con Unnsteinn e Logi Pedro)

#### Come featuring
- 2021 – Ástrós (Bubbi Morthens feat. Bríet)